# Georges Auric
Georges Auric (15. února 1899, Lodève – 23. července 1983, Paříž) byl francouzský hudební skladatel. Byl příslušníkem tzv. Pařížské šestky (Les Six), skupiny avantgardních umělců kolem Jeana Cocteaua. Většinu skladeb napsal pro divadlo, balet a film (Zvoník u matky boží, Kráska a zvíře, Prázdniny v Římě, Velký flám). Jeho talent objevil Erik Satie. Patřil k levicovým autorům, psal do komunistických časopisů Marianne a Paris-Soir, byl člen Association des Ecrivains et des Artistes Révolutionnaires, avšak nebyl člen komunistické strany. Od roku 1962 byl ředitelem Národní opery v Paříži.